# Chafik Abboud
Pour les articles homonymes, voir Abboud.
 (avril 2025).
Chafik Abboud ou Shafic ou Chafic, né le 22 novembre 1926 à Mhaydseh et mort à Paris le 8 avril 2004, est un peintre non figuratif libanais naturalisé français, appartenant à la nouvelle École de Paris.

## Biographie
Attiré très jeune par le dessin et la peinture, Chafic Abboud interrompt en 1946 ses études d'ingénieur et s’inscrit à l’Académie libanaise des beaux-arts.
En 1947, il part pour Paris. Il fréquente l'atelier d'André Lhote en 1949, les cours de Fernand Léger en 1951 puis, de 1952 à 1956, l’École nationale supérieure des beaux-arts de Paris, à titre d’étudiant libre. Il participe en 1959 à la première Biennale de Paris.
En 1961, il obtient le prix Victor-Choquet (ministère des Finances, Paris) et, en 1964, le prix du musée Sursock (Beyrouth, Liban). 
De son vivant, Shafic Abboud a présenté une cinquantaine d'expositions personnelles au Liban, en France, en Europe (Allemagne, Pays-Bas, Italie), aux États-Unis et a participé à de nombreuses expositions collectives (salons, biennales, FIAC).
Il était membre du comité du Salon des Réalités Nouvelles.

## Postérité
Après sa mort, d'importantes expositions personnelles lui ont été consacrées en France (Institut du monde arabe, Art Paris Art Fair…), au Liban (Beirut Art Center), à New York (Armory Show), à Dubaï (Art Dubai).
Le Catalogue raisonné de son œuvre est en cours de préparation par Christine Abboud, sa fille unique.
Grâce à la Donation Claude & France Lemand, le musée de l'Institut du monde arabe abrite, à ce jour, la plus importante collection au monde d'œuvres de Shafic Abboud (peintures, dessins, céramiques, estampes, livres d'artiste).    

## Commentaire
« Abboud est le meilleur peintre libanais contemporain et sans doute même le meilleur peintre libanais qui soit arrivé à une parfaite expression dans la technique de la peinture à l'huile occidentale. Abboud est un peintre que l'on pourrait qualifier de "naturaliste abstrait" en raison du souffle tourmenté de ses compositions aux beaux coloris rouges et jaunes, très chauds, comme une campagne luxuriante écrasée de soleil. »

— Michel Ragon

## Collections publiques
- État français, Paris
- Musée national d'Art moderne, Centre Pompidou, Paris
- Direction des Beaux-Arts (ministère de la Culture), Paris
- Fonds national d'art contemporain, Paris
- Ministère des Affaires étrangères, Paris
- Musée d'Art moderne de Paris
- Ministère de l’Éducation et de l’Enseignement supérieur libanais, Beyrouth
- Ministère libanais de la Culture, Beyrouth
- Arab Museum of Modern Art, Doha, Qatar
- Tate Modern, Londres, Royaume-Uni
- Musée national des Beaux-Arts d'Alger, Alger
- Musée de l'Institut du monde arabe, Paris

#### Monographies
- Claude Lemand et al., Shafic Abboud, Paris, Claude Lemand éditeur d'art, 2006, 365 p. (ISBN 2-910263-04-5 et 978-2-910263-04-1).
- Pascale Le Thorel-Daviot, Shafic Abboud, Milan, Skira, 2014, 200 p. (ISBN 978-88-572-2393-3 et 88-572-2393-0).

#### Travail universitaire
- Faten Safieddine, « Shafic Abboud : un peintre libanais de l'École de Paris. Vie et œuvre de 1947 à 1984 » (thèse), pmb.flshr.ac.ma, Paris, université de Paris-Sorbonne,‎ 1984 (lire en ligne)

#### Catalogues et articles
- Roger van Gindertael, Chafik Abboud, Paris, Raymonde Cazenave, 1961.
- Lydia Harambourg, L'École de Paris, 1945-1965 : dictionnaire des peintres, Neuchâtel, Ides & Calendes, 1993, 525 p. (ISBN 2-8258-0048-1 et 978-2-8258-0048-5).
- Collectif, Institut du monde arabe, Shafic Abboud : rétrospective : peintures 1948-2003 (catalogue d'exposition), Paris, Claude Lemand éditeur d'art, 2011, 65 p. (ISBN 978-2-910263-07-2 et 2-910263-07-X).